# Jaune de Hansa

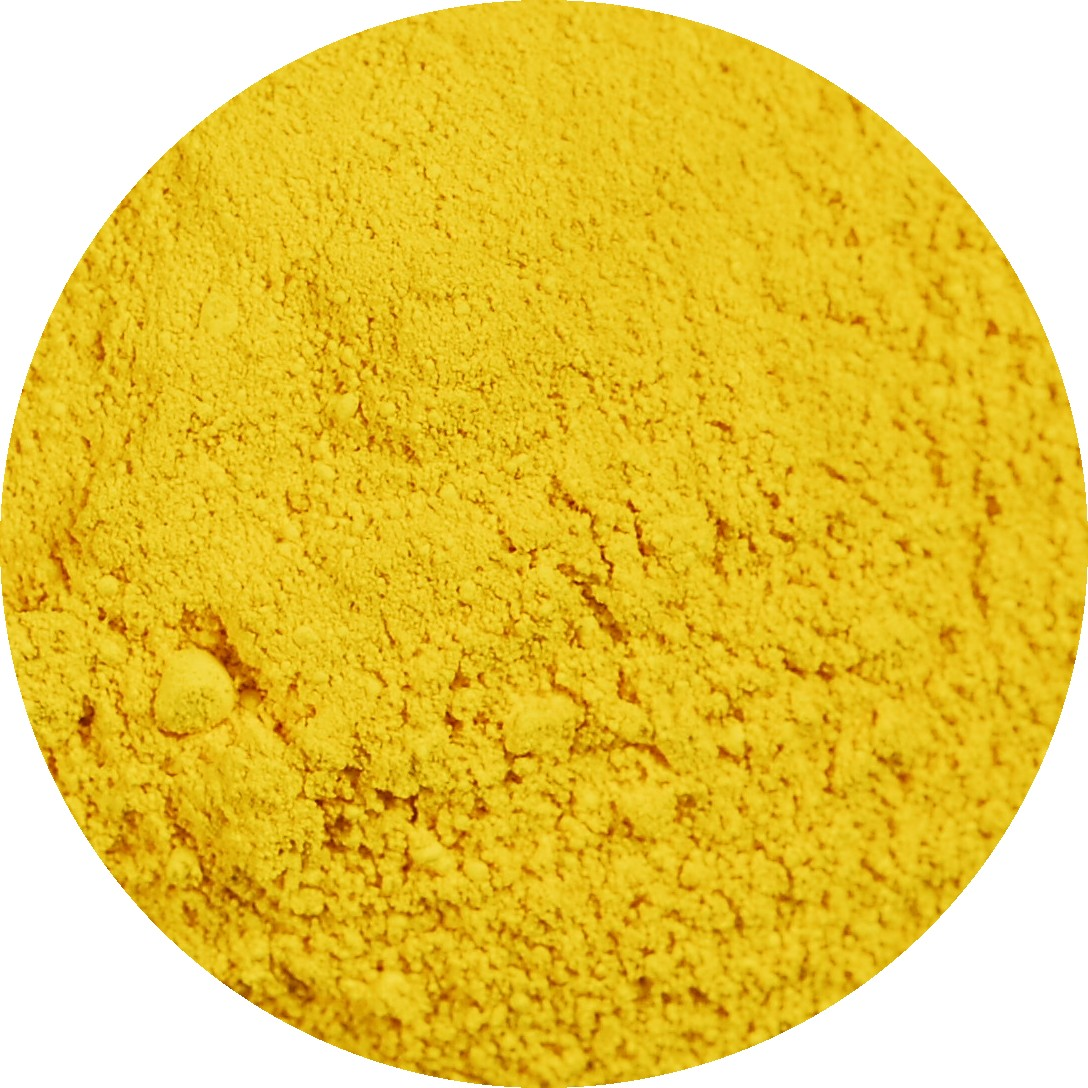
Jaune Hansa PY74

Les jaunes de Hansa sont des pigments jaunes qui varient du jaune verdâtre au jaune orangé. 
Il s'agit de pigments organiques de synthèse de la famille des azoïques. 
Ils sont composés de monoazoïques d'acétoacétanilide. 
On les retrouve dans le colour Index sous les codes PY1 (clair), PY3 (citron), PY65 (foncé, très saturé), PY73, PY74 et PY97 (moyen).

## Historique
Mis au point en Allemagne au début du XXe siècle par les laboratoires Hoechst (groupe Hansa), les jaunes Hansa ont été introduits en peinture en 1909. 

## Caractéristiques
Les jaunes Hansa sont des jaunes semi-transparents, très colorants mais de permanence moyenne. 
Très purs et vifs, ils permettent des mélanges de couleurs propres, notamment lorsqu'ils sont mélangés à d'autres pigments organiques (bleu et vert de phtalocyanine). 
Leur manque de permanence (surtout le PY1) incite à préférer les jaunes de cadmium ou les jaunes benzimidazolones.

## Appellations
Contrairement aux pays anglo-saxons, on les trouve peu sous ce nom-là dans les nuanciers français. 
Parmi les noms commerciaux, on trouve par exemple le jaune citron, jaune japonais (Lefranc), jaune Sahara (Lefranc), jaune permanent (Daler-Rowney, Pébéo, Winsor), jaune Rowney, jaune canari (Daler-Rowney), jaune brillant (Daler-Rowney), jaune titane (Pébéo), jaune azo (Talens), jaune Winsor. Ainsi que des imitations de jaunes historiques ou onéreux (jaune indien, jaune de chrome, jaune gomme-gutte, jaune de cadmium). 